# New Sweden (Maine)
New Sweden è una città di 8.312 abitanti degli Stati Uniti d'America, situata nella Contea di Aroostook nello stato del Maine.
Dal 1870, venne istituita nella contea una colonia per immigrati svedesi. Lo Stato del Maine aveva nominato William W. Thomas, Jr., che era ex-console americano in Svezia durante l'amministrazione del presidente Abraham Lincoln, Commissario dell'Immigrazione. Thomas andò in Svezia, reclutò i primi 51 immigrati e li condusse nella borgata che divenne New Sweden (Nuova Svezia). Superate le difficoltà iniziali, la colonia prosperò e crebbe creando nuove colonie di svedesi come Westmanland (1879) e Stockholm(1881) .